# Pelle Haleløs (film fra 2020)
Pelle Haleløs (svensk: Pelle Svanslös) er en animeret spillefilm fra 2020 instrueret af Christian Ryltenius.